# Décès en 1052
Décès
- 1048
- 1049
- 1050
- 1051
- 1052
- 1053
- 1054
- 1055
- 1056

Cette page dresse une liste de personnalités mortes au cours de l'année 1052 :
- 6 mars : Emma de Normandie, reine d'Angleterre.
- 6 mai : Boniface III de Toscane, marquis de Canossa et de Toscane.
- juin : Pandolf III de Salerne, noble lombard, prince usurpateur de Salerne.
- 2/3 juin : Guaimar IV de Salerne, prince de Salerne, duc d'Amalfi, duc de Gaète et prince de Capoue.
- 27 juillet : Halinard, archevêque de Lyon.
- 29 juillet[1],[2] : Halinard, nommé également Halinard de Sombernom, homme d’Église français.
- 20 novembre : Hugues II de Ponthieu[3].
- 14 décembre : Aaron Scotus, abbé, musicien et théoricien de la musique irlandais.

- Fan Zhongyan, homme politique et lettré chinois.
- Guillem Ier de Besalu, comte de Besalu.
- Bran mac Máel Mórda, roi de Leinster.
- Hugues II de Ponthieu, comte de Ponthieu et seigneur d'Aumale.
- Rodulf (en), évêque missionnaire.
- Sven Godwinson, comte de Hereford.
- Guillaume II Talvas de Bellême, seigneur de Bellême et d’Alençon.

## Crédit d'auteurs
- Cet article est partiellement ou en totalité issu de l'article intitulé « 1052 » (voir la liste des auteurs).